# LNWR classe Newton
La Classe Newton du London and North Western Railway est un modèle de locomotives à vapeur de disposition d'essieux 120 « Porter » (2-4-0 dans la nomenclature britannique). Développé par l'ingénieur Ramsbottom pour le LNWR, il s'agit du premier modèle de locomotives pour trains à deux essieux de la compagnie utilisé sur des trains express. La série disparaît dans les années 1880-1890, remplacée par des machines de la classe Improved Precedent.

## Historique

### Origines
En 1858, l'ingénieur John Ramsbottom (en) met au point les locomotives, très réussies, de la classe Problem employées sur la division Nord du LNWR. Les divisions Nord et Sud fusionnent en 1862 et davantage de locomotives de la classe Problem (également appelée Lady of the Lake) sont produites jusqu'en 1865, prenant la relève des engins de la classe Bloomer de James McConnell (en) dont les plus anciennes remontaient à 1851.
Comme le veut la pratique encore en vigueur vers 1860, tous ces modèles emploient la disposition d'essieu Patentee (111) avec un unique essieu moteur, jugé suffisant pour les trains de voyageurs et des cylindres extérieurs évitant les tracasseries d'un fragile essieu coudé. La disposition 120 est d'abord pensée pour le service des marchandises avant l’avènement des machines à trois essieux accouplés. Un premier modèle pour passagers de disposition 120, la classe Samson, est créé par Ramsbottom en 1863 afin de remorquer des trains de voyageurs locaux.
Remorquant tous les trains express de première catégorie, les locomotives de la classe Problem montrent leurs limites sur la ligne de Lancaster à Carlisle (actuel maillon de la West Coast Main Line) en particulier par mauvais temps Le LNWR se résout finalement à accepter la mise au point de locomotives pour express à deux essieux moteurs malgré ses réticences dues au risque de mouvements parasites à haute vitesse.

### Mise au point

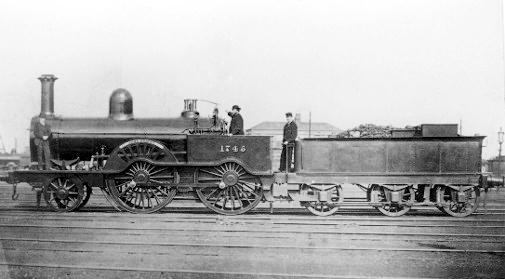
La no 1745 John Bright en état d'origine.

Les locomotives de la classe Newton sont, selon les sources, présentées comme une version à plus grandes roues de la classe Samson ou comme une adaptation des 030 de la classe DX Goods, reprenant notamment leur chaudière et la position intérieure des cylindres. Elles possèdent deux paires de roues motrices de 6 pieds 9 pouces (2 057 mm) avec des longerons de extérieurs courbes simplifiant l'entretien des bielles ; le châssis courbe des Samson est d'emblée doublé par un cache rectiligne qui sera plus tard appliqué aux Newton. Originellement, la chaudière est timbrée à 120 psi (soit 0,827 MPa ou 8,165 atm), les couvre-roues sont ajourés et le poste de conduite à ciel ouvert. 76 sont construites de 1866 à 1871.
Après le départ de John Ramsbottom, Francis Webb (en) le remplace et fait réaliser 20 locomotives supplémentaires en 1872-1873 qui se distinguent par leur cabine de conduite dotée d'un toit et leur chaudière montant à 140 psi (soit 0,965 MPa ou 9,526 atm). Les locomotives plus anciennes seront converties à ces standards et recevront tardivement des garde-boue dépourvus d'ouvertures.
La numérotation est dans le désordre, le LNWR n'affectant pas de numérotation continue et réutilisant sans cesse ceux de locomotives mises à la retraite. L'ensemble des locomotives de la série porte un nom de baptême, gravé sur une plaque recourbée sur les couvre-roues du premier essieu ; un certain nombre porte le nom de savants dont la première machine de la série, la 1480, dédicacée à Isaac Newton. La 1481 de 1866 aurait dû porter le nom de Franklin mais a finalement été nommée Duke of Edinburg lorsque Alfred Ier de Saxe-Cobourg et Gotha rendit visite aux ateliers de Crewe. Rendant hommage à son prédécesseur, Francis Webb donne le nom de John Ramsbottom à la première des locomotives de la classe livrée en 1872.

### Lancashire and Yorkshire
John Ramsbottom, toujours consultant pour le LNWR, se rapproche du Lancashire and Yorkshire Railway — les deux compagnies ayant des intérêts communs — lequel parvient à commander aux ateliers de Crewe un total de 10 locomotives neuves assemblées en 1873. Très appréciées, elles remorquent des trains express de Manchester à Liverpool et sont modernisées en 1888-1889.
La vente de locomotives par les ateliers d'un chemin de fer à une compagnie tierce outragera les constructeurs privés qui parviendront en 1876 à bannir la pratique pour cause de concurrence déloyale. Grâce à l'entremise de John Ramsbottom, le LY&R construira finalement de vastes ateliers à Horwich, mettant fin à sa dépendance de l'industrie privée et des anciens ateliers de Miles Platting. Sept exemplaires seront radiés en 1895-1897 et les deux restantes en 1904 et 1912. La no 731 a été transformée en 1886 pour le transport de l'ingénieur en chef de la compagnie logeant dans un long tender à bogies dotée d'un petit salon privatif. George Hughes l'utilisait encore lors de la fusion entre le L&YR et le LNWR, puis leur intégration dans le London, Midland and Scottish Railway. Renumérotée 10.000 par le LMS, la locomotive et son tender sont finalement ferraillés en 1926 lorsque les ateliers de Horwich perdent leur rôle prépondérant.

### Carrière et services effectués
Tractant des express de toute sorte, elles sont complétées par les 70 locomotives de la classe Precedent mises au point par Webb en 1874 et construites jusqu'en 1882. Ces dernières ont des roues de 6 pieds 6 pouces (1 981 mm). Moins bonnes performeuses sur les lignes accidentées, elles en sont évincées par les locomotives de la classe Precursor, à plus petites roues que les Precedent. Entre 1882 et 1890, Webb poursuit ses expériences et réalise les locomotives des classes Experiment, Dreadnought et Teutonic qui se singularisent à la fois par leur moteur compound à trois cylindres et par leurs deux essieux non-accouplés. Avec leurs grandes roues, les Experiments et Teutonics sont destinées aux mêmes types de services que les Newtons. Le poids des trains augmentant, les machines à deux essieux du LNWR sont de plus en plus employées en double traction, avec une classe Problem en tête.

### Fin de carrière

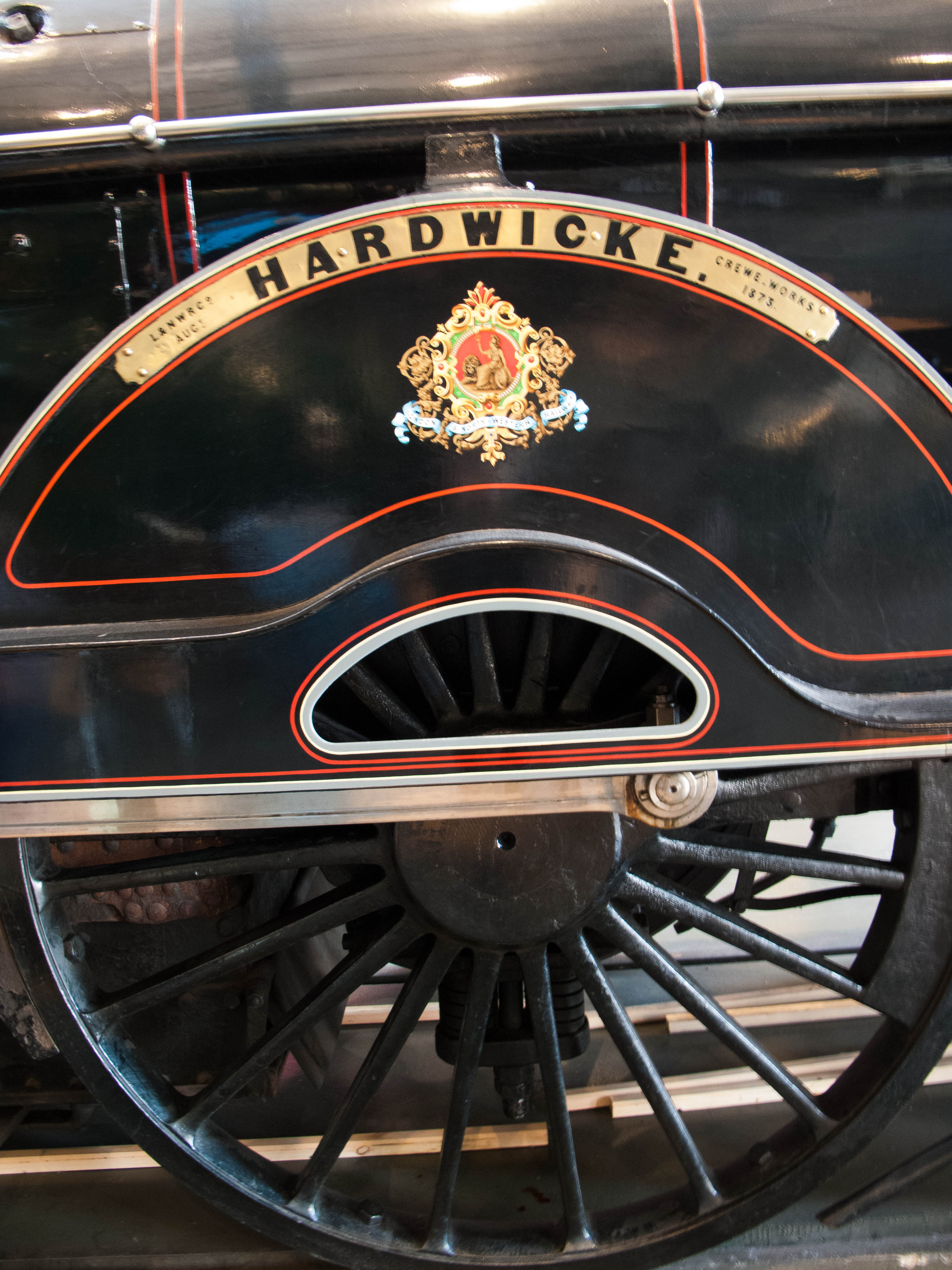
Plaque de nom de la no 790 Hardwicke renouvelée en 1892.

Face aux performances des machines les plus récentes et inadaptées aux trains locaux à arrêts fréquents en raison de leurs grandes roues, elles sont sélectionnées pour un programme de renouvellement (sur papier) où leurs numéros et leurs noms sont transférés aux nouvelles locomotives de la classe Improved Precedent (également appelées Renewed Precedent). Ce tour de passe-passe administratif — les locomotives renouvelées étant envoyées à la démolition sans que rien ou presque ne soit réutilisé sur leurs remplaçantes  — permet de classer la construction des nouvelles locomotives parmi les dépenses en renouvellement, non soumises aux taxes, et pas dans le budget en extension.
Toutes les 96 locomotives de la classe Newton du LNWR sont renouvelées entre 1887 et 1894, disparaissant ainsi de la circulation. 62 machines de la classe Precedent de 1874 sont également concernées au cours de la période 1893-1901. Les nouvelles Precedent étaient une version dotée d'un châssis renforcé et d'une chaudière plus large que les Precedent de 1874-1882. De construction simple et efficace, ces locomotives dépasseront amplement l'espérance de vie des compounds de Webb.

### Préservation
Aucune des locomotives de la classe Newton du LNWR ainsi que leurs consœurs du LYR n'a été conservée.
La locomotive Improved Precedent no 790 Hardwicke de 1892 conservée à Shildon dans les collections du Musée national des chemins de fer réemploie non-seulement le nom et le matricule d'une locomotive de la classe Newton mais les plaques portant le nom de la locomotive indiquent encore la date de construction (août 1873) de la Newton originelle.